# Tony Awards 1989
Die Verleihung der 43. Tony Awards 1989 (43rd Annual Tony Awards) fand am 4. Juni 1989 im Lunt-Fontanne Theatre in New York City statt. Moderatorin der Veranstaltung war zum fünften Mal Angela Lansbury, als Laudatoren und Darsteller fungierten Barry Bostwick, Betty Buckley, Zoe Caldwell, Nell Carter, Carol Channing, Colleen Dewhurst, Jerry Herman, James Earl Jones, Larry Kert, Swoosie Kurtz, John Lithgow, Steve Martin, Richard Thomas, Tommy Tune, Leslie Uggams, Gwen Verdon, August Wilson und BD Wong. Ausgezeichnet wurden Theaterstücke und Musicals der Saison 1988/89, die am Broadway ihre Erstaufführung hatten. In den Kategorien Best Book of a Musical und  Best Score of a Musical gab es in diesem Jahr keine Nominierungen. Die Preisverleihung wurde von Columbia Broadcasting System im Fernsehen übertragen.

## Hintergrund
Die Antoinette Perry Awards for Excellence in Theatre, oder besser bekannt als Tony Awards, werden seit 1947 jährlich in zahlreichen Kategorien für herausragende Leistungen bei Broadway-Produktionen und -Aufführungen der letzten Theatersaison vergeben. Zusätzlich werden verschiedene Sonderpreise, z. B. der Regional Theatre Tony Award, verliehen. Benannt ist die Auszeichnung nach Antoinette Perry. Sie war 1940 Mitbegründerin des wiederbelebten und überarbeiteten American Theatre Wing (ATW). Die Preise wurden nach ihrem Tod im Jahr 1946 vom ATW zu ihrem Gedenken gestiftet und werden bei einer jährlichen Zeremonie in New York City überreicht.

## Gewinner und Nominierte

### Theaterstücke
| Kategorie                            | Preisträger        | Theaterstück                            | Nominierungen |
| Bestes Theaterstück                  | Wendy Wasserstein  | The Heidi Chronicles                    | - Largely New York – Bill Irwin - Lend Me a Tenor – Ken Ludwig - Shirley Valentine – Willy Russell                                                               |
| Bester Hauptdarsteller Theaterstück  | Philip Bosco       | Lend Me a Tenor als Saunders            | - Mikhail Baryshnikov in Metamorphosis als Gregor Samsa - Victor Garber in Lend Me a Tenor als Max - Bill Irwin in Largely New York als The Post-Modern Hoofer   |
| Beste Hauptdarstellerin Theaterstück | Pauline Collins    | Shirley Valentine als Shirley Valentine | - Joan Allen in The Heidi Chronicles als Heidi Holland - Madeline Kahn in Born Yesterday als Billie Dawn - Kate Nelligan in Spoils of War als Elise              |
| Bester Nebendarsteller Theaterstück  | Boyd Gaines        | The Heidi Chronicles als Peter Patrone  | - Peter Frechette in Eastern Standard als Drew - Eric Stoltz in Our Town als George Gibbs - Gordon Joseph Weiss in Ghetto als The Dummy                          |
| Beste Nebendarstellerin Theaterstück | Christine Baranski | Rumors als Chris Gorman                 | - Joanne Camp in The Heidi Chronicles als Verschiedene Charaktere - Tovah Feldshuh in Lend Me a Tenor als Maria - Penelope Ann Miller in Our Town als Emily Webb |
| Beste Theaterregie                   | Jerry Zaks         | Lend Me a Tenor                         | - Bill Irwin – Largely New York - Gregory Mosher – Our Town - Daniel Sullivan – The Heidi Chronicles                                                             |

### Musicals
| Kategorie                       | Preisträger              | Musical                                              | Nominierungen |
| Bestes Musical                  | Jerome Robbins’ Broadway | Jerome Robbins’ Broadway                             | - Black and Blue - Starmites |
| Bester Hauptdarsteller Musical  | Jason Alexander          | Jerome Robbins’ Broadway als Verschiedene Charaktere | - Gabriel Barre in Starmites als Trinkulus/Shak Graa - Brian Lane Green in Starmites als Spacepunk - Robert La Fosse in Jerome Robbins’ Broadway als Verschiedene Charaktere |
| Beste Hauptdarstellerin Musical | Ruth Brown               | Black and Blue als Singer                            | - Charlotte d’Amboise in Jerome Robbins’ Broadway als Verschiedene Charaktere - Linda Hopkins in Black and Blue als Singer - Sharon McNight in Starmites als Mother/Diva     |
| Bester Nebendarsteller Musical  | Scott Wise               | Jerome Robbins’ Broadway als Verschiedene Charaktere | - Bunny Briggs in Black and Blue als Hoofer - Savion Glover in Black and Blue als Younger Generation - Scott Wentworth in Welcome to the Club als Aaron Bates                |
| Beste Nebendarstellerin Musical | Debbie Shapiro           | Jerome Robbins’ Broadway als Verschiedene Charaktere | - Jane Lanier in Jerome Robbins’ Broadway als Socialite/2nd Dancer - Faith Prince in Jerome Robbins’ Broadway als Ma/Tessie - Julie Wilson in Legs Diamond als Flo           |
| Bestes Musicallibretto          | Nicht vergeben           | Nicht vergeben                                       | Nicht vergeben |
| Beste Originalmusik             | Nicht vergeben           | Nicht vergeben                                       | Nicht vergeben |
| Beste Musicalregie              | Jerome Robbins           | Jerome Robbins’ Broadway                             | - Larry Carpenter – Starmites - Peter Mark Schifter – Welcome to the Club - Claudio Segovia and Hector Orezzoli – Black and Blue                                             |

### Theaterstücke oder Musicals
| Kategorie            | Preisträger                                                      | Theaterstück bzw. Musical | Nominierungen |
| Bestes Bühnenbild    | Santo Loquasto                                                   | Cafe Crown                | - Thomas Lynch – The Heidi Chronicles - Claudio Segovia and Héctor Orezzoli – Black and Blue - Tony Walton – Lend Me a Tenor |
| Beste Choreographie  | Cholly Atkins, Henry LeTang, Frankie Manning und Fayard Nicholas | Black and Blue            | - Michele Assaf – Starmites - Bill Irwin und Kimi Okada – Largely New York - Alan Johnson – Legs Diamond                     |
| Beste Kostüme        | Claudio Segovia und Hector Orezzoli                              | Black and Blue            | - Jane Greenwood – Our Town - Willa Kim – Legs Diamond - William Ivey Long – Lend Me a Tenor                                 |
| Bestes Lichtdesign   | Jennifer Tipton                                                  | Jerome Robbins’ Broadway  | - Neil Peter Jampolis und Jane Reisman – Black and Blue - Brian Nason – Metamorphosis - Nancy Schertler – Largely New York   |
| Beste Wiederaufnahme | Thornton Wilder                                                  | Our Town                  | - Ah, Wilderness! - Ain’t Misbehavin’ - Cafe Crown                                                                           |

### Sonderpreise (ohne Wettbewerb)
| Kategorie              | Preisträger                                   | Grund der Preisverleihung |
| Regional Theatre Award | Hartford Stage Company, Hartford, Connecticut |                           |

## Statistik

### Mehrfache Nominierungen
- 10 Nominierungen: Black and Blue und Jerome Robbins’ Broadway
- 7 Nominierungen: Lend Me a Tenor
- 6 Nominierungen: The Heidi Chronicles und Starmites
- 5 Nominierungen: Largely New York und Our Town
- 3 Nominierungen: Legs Diamond
- 2 Nominierungen: Cafe Crown, Metamorphosis, Shirley Valentine und Welcome to the Club

### Mehrfache Gewinne
- 6 Gewinne: Jerome Robbins’ Broadway
- 3 Gewinne: Black and Blue
- 2 Gewinne: The Heidi Chronicles und Lend Me a Tenor